# Grupo póntico

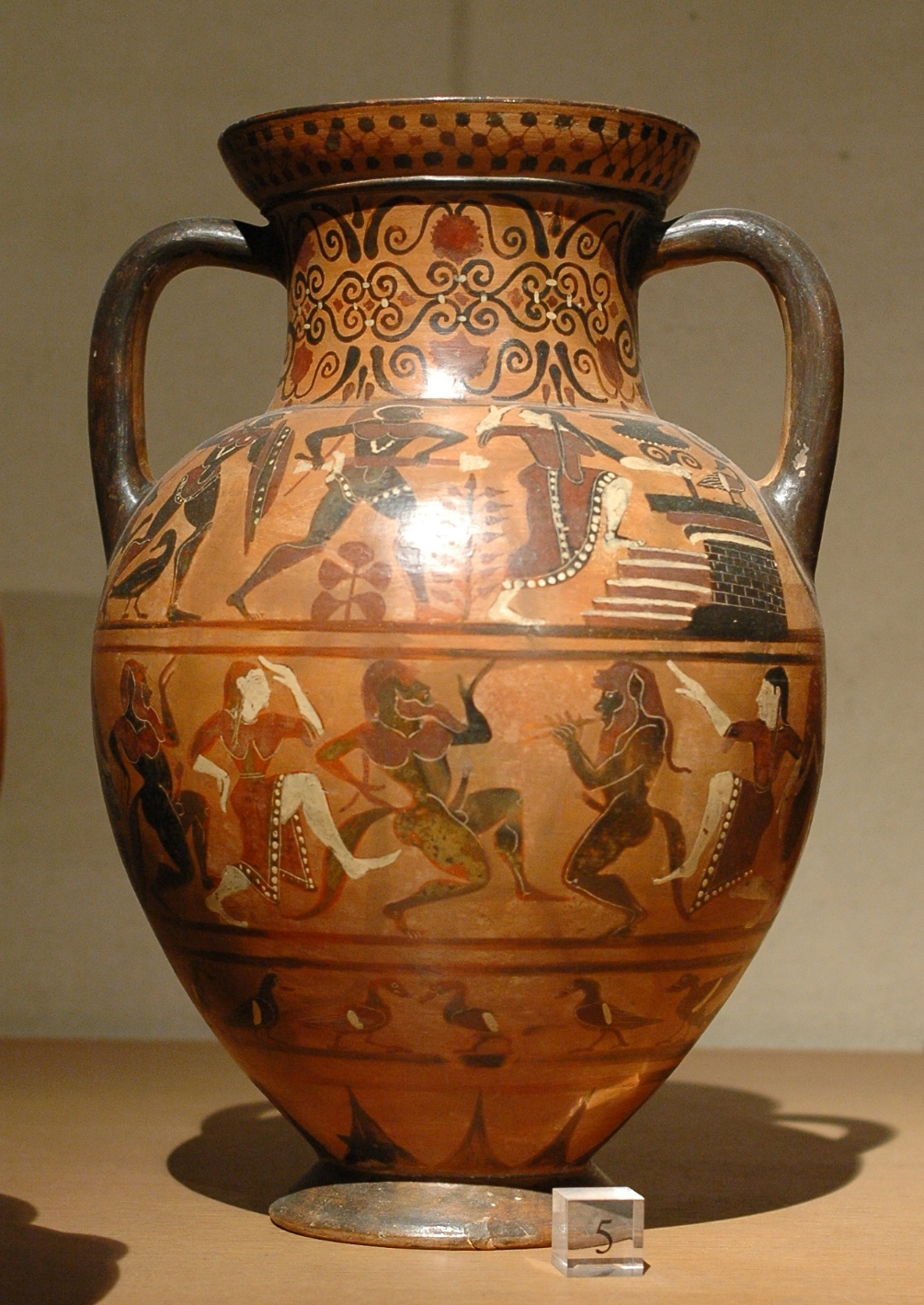
Diomedes y Políxena, ánfora póntica del Pintor del Sileno, circa del 540/530 a. C. París: Museo del Louvre.

El Grupo póntico (o vasos pónticos) es un subestilo de la pintura etrusca de vasos de figuras negras.
Estilísticamente, los vasos pónticos están muy relacionados con la pintura de vasos jónicos. Se supone que los vasos fueron producidos en Etruria por artesanos que habían emigrado de Jonia. Su engañoso nombre fue acuñado por Ferdinand Dümmler sobre la base de un vaso que representaba a un arquero, al que confundió con un escita, un pueblo que vivía en el Mar Negro (o Ponto). La mayoría de los vasos pónticos fueron encontrados en tumbas en Vulci, otro número considerable en Cerveteri. La forma principal era una ánfora de cuello de forma sorprendentemente delgada, muy similar a las ánforas tirrenas. Otras formas incluyen enócoes con asas en espiral, dinos, cíatos, platos y copas con tallo, cántaros y otras formas se dan raramente. El esquema artístico de los vasos pónticos es uniforme. Por lo general, llevan una decoración ornamental en el cuello, seguida de motivos figurados en el hombro, luego una banda ornamental adicional, un friso de animales y un anillo de rayos. El pie, parte del cuello y las asas son negros. La importancia de los adornos es sorprendente. Algunas de las vasijas tienen una decoración puramente ornamental.

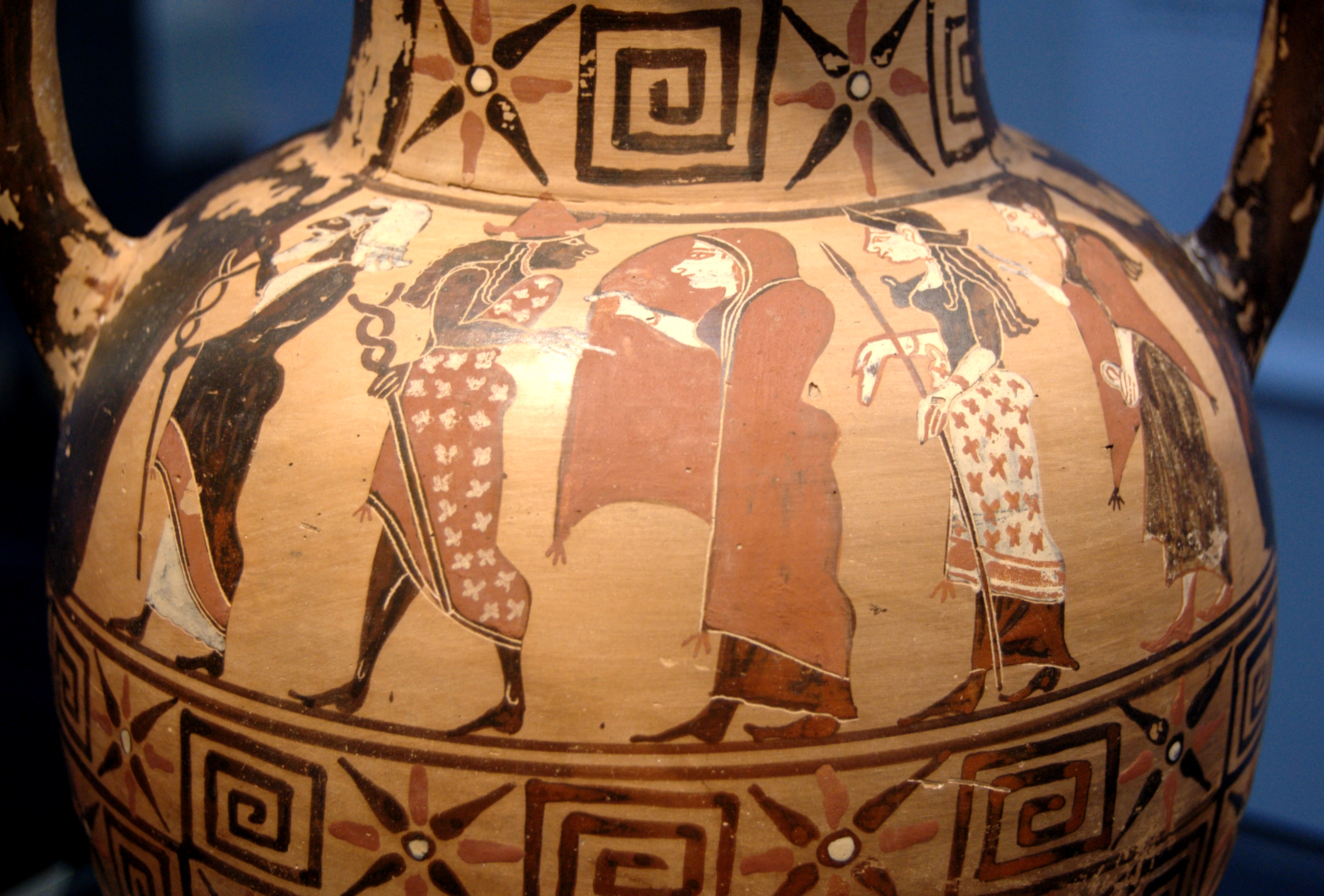
Juicio de Paris sobre el nombre de vaso del Pintor de Paris, ánfora, circa 530 a. C. Múnich: Staatliche Antikensammlungen.

La arcilla de los vasos pónticos es de color rojo amarillento. El brillante engobe que los cubre es desde el negro al rojo parduzco, de alta calidad, con un brillo metálico. La pintura roja y blanca se utiliza abundantemente para figuras y adornos. Los animales suelen estar decorados con una raya blanca en el vientre. La ornamentación se realiza a menudo de forma bastante descuidada. Los estudiosos han reconocido hasta ahora seis talleres. El primero y el mejor es el del Pintor de Paris. Representan motivos mitológicos como un Hermes sin barba, centauros, Teseo y el Minotauro, Aquiles y Troilo, sátiros, ménades y un Heracles sin barba, similares a las representaciones comunes en Grecia Oriental. Las escenas de la guerra de Troya también son comunes. Ocasionalmente, escenas mitológicas de fuera del cuerpo del mito griego ocurren, como Heracles luchando contra Juno Sospita por el Pintor de Paris, o un demonio parecido a un lobo por el Pintor de Ticio. Las escenas no mitológicas incluyen comastas y jinetes. Los vasos están datados entre el 550 y el 500 a. C. Ninguno lleva inscripciones. Se conocen unas 200 piezas hasta ahora.